# FreeRun
FreeRun je dobročinný běh, který se koná v Bobrové, městysi v Kraji Vysočina, okrese Žďár nad Sázavou. Pořádá ho skupina pěti místních mladých děvčat, které se rozhodly takto vybrat finanční prostředky pro potřebné ve svém okolí. Prvně se závod konal roku 2016 a jeho účastníci přispívali na pořízení stravy pro psí útulky v Polné a ve Žďáru nad Sázavou. Následující rok (2017) se uskutečnil druhý ročník a jeho výtěžek byl určen dennímu stacionáři Rosa z Bystřice nad Pernštejnem, který pečuje o lidi s mentálním nebo kombinovaným postižením. Na závodě se navíc organizátorky seznámily s tělesně postiženým chlapcem Dominikem, jenž své zranění utrpěl při autonehodě, během níž zemřel jeho otec. Protože se jim zdálo pořádání jedné dobročinné akce za rok málo, rozhodly se Dominikovi v rámci akce nazvané „Na nohy!“ pomoci. Prodávaly trička s obrázkem a z výtěžku pak pomohly s financováním chlapcovy rehabilitace a s pořízením potřebných kompenzačních pomůcek.